# Heartsdales
Heartsdales was een Japans hiphopduo bestaande uit de zussen Yumi "Rum" Sugiyama (杉山ユミ, Sugiyama Yumi; Tokio, 17 december 1981) en Emi "Jewels" Sugiyama (杉山エミ, Sugiyama Emi; Tokio, 4 december 1976.
Vlak na de geboorte van Yumi verhuisde het ouderlijk gezin Sugiyama naar Westchester County in de staat New York, waar de vader van de zusjes aan het werk kon als binnenhuisarchitect. Het gezin telt ook nog een broer. In 1995 keerde het gezin weer terug naar Japan. Yumi ging naar de Kunstacademie Tama, en Emi naar de Keio-Universiteit, beide te Tokio. Het hele gezin Sugiyama heeft de vechtsport kendo beoefend.
In de zomer van 2001 verschenen Yumi en Emi in de talentenjacht Asayan, waarvoor ze eerste een demo hadden ingezonden. Ze wonnen de talentenjacht en kregen een contract bij Avex Group Entertainment. Ze noemden zich voortaan Heartsdales, naar het plaatsje Hartsdale in Westchester County waar ze zijn opgegroeid.
In 2002 verscheen hun eerste album, Radioactive. Hun eerste single was So Tell Me. Sindsdien hebben ze 6 albums en 14 singles uitgebracht.
Op 22 juni 2006 kondigden Heartsdales aan dat ze uit elkaar zouden gaan en een punt zouden zetten achter hun muzikale carrière. Yumi verhuisde naar New York en zette een ontwerpstudio op, genaamd "Studio Yumi". Daarnaast volgde ze lessen aan de Parsons New School for Design. Emi woont nog in Tokio.
In 2010 kreeg Yumi een zoon.

## Discografie
Albums
- Radioactive
- Sugar Shine
- Super Star
- Ultra Foxy
- The Best Of Heartsdales "The Legend"